# (12057) Alfredsturm
(12057) Alfredsturm (1998 DK1) – planetoida z pasa głównego asteroid okrążająca Słońce w ciągu 3,17 lat w średniej odległości 2,16 j.a. Odkryta 18 lutego 1998 roku.